# 루이 마키세
루이 마키세(일본어: 留依 蒔世 るい まきせ[*], 6월 23일 - )는 전 다카라즈카 가극단 소라구미 남역 스타이다.
효고현 아마가사키시, 시립 츠카구치 중학교 출신이다. 키 172cm, 애칭은 "아-짱", "아즈사", "루이군"이다.

## 약력
2009년, 다카라즈카 음악학교에 입학하였다.
2011년, 다카라즈카 가극단 97기생으로 수석입단. 호시구미 공연 「노바 보사 노바／만남은 다시 한번」으로 초무대를 했다.
2012년, 한큐한신 첫 참배 포스터 모델로 기용되었다. 같은 해, 구미마와리를 거쳐 소라구미에 배속되었다.
2017년, 미사키 리온 퇴단공연 「왕비의 관」으로, 신인공연 첫 주연을 맡았다.
2022년 11월 20일, 「HiGH&LOW／Capricciosa!!」 도쿄 공연 천추락을 기해, 다카라즈카 가극단을 퇴단하였다.

## TV출연
- 2017년 12월, 후지테레비 『2017 FNS가요제 제1밤』

## 광고
- 2012년, 『한큐한신』 첫 참배 포스터 모델